# Xã Meadow, Quận Plymouth, Iowa
Xã Meadow (tiếng Anh: Meadow Township) là một xã thuộc quận Plymouth, tiểu bang Iowa, Hoa Kỳ. Năm 2010, dân số của xã này là 249 người.